# Liriomyza archboldi
Liriomyza archboldi är en tvåvingeart som beskrevs av Frost 1962. Liriomyza archboldi ingår i släktet Liriomyza och familjen minerarflugor. Inga underarter finns listade i Catalogue of Life.